# Jon Hamm
Jonathan Daniel Hamm (San Luis, Misuri; 10 de marzo de 1971), más conocido como Jon Hamm, es un actor estadounidense especialmente popular por su papel del publicista Don Draper en la serie Mad Men (AMC), por el que ganó el Globo de Oro al mejor actor en una serie dramática en 2008 y en 2016, así como un Emmy en 2015.

## Biografía
Su padre dirigía una pequeña compañía de camiones y su madre era secretaria. Cuando Jon tenía dos años, el matrimonio se divorció y el niño vivió con su madre hasta que ella falleció de un cáncer abdominal. Jon tenía 10 años cuando su madre murió. Entonces se fue a vivir con su padre, que falleció diez años después.
Su primer papel lo consiguió en primer grado, cuando interpretó a Winnie-the-Pooh. Con dieciséis años interpretó el papel de Judas en Godspell y, aunque disfrutó de la experiencia, no se tomó en serio dedicarse a la actuación. Estudió en la Escuela John Burroughs (Ladue, Misuri) y fue miembro del equipo de fútbol, béisbol y de natación. Se graduó en 1989 y se matriculó en la Universidad de Texas, siendo miembro del Capítulo Upsilon de la Fraternidad Sigma Nu. Cuando falleció su padre, regresó a Misuri y se matriculó en la universidad de ese estado. Allí, consiguió un papel en una versión de Sueño de una noche de verano y más tarde uno en el musical Assassins. Se licenció en Arte en 1993 y regresó a su instituto para enseñar Actuación a los alumnos de octavo grado. Curiosamente, una de sus estudiantes fue la futura actriz Ellie Kemper, conocida por su papel en The Office y con la que compartió cartel en la película La boda de mi mejor amiga (2011).

### Primeros trabajos
En 1995 se trasladó a Los Ángeles, viviendo con cuatro aspirantes a actor. Tenía 24 años y comenzó a trabajar como camarero mientras asistía a varios castings. Aunque estaba representado por la agencia William Morris, Hamm tuvo dificultades para encontrar algún papel debido a que aparentaba mayor edad que la que tenía. Después de tres años sin conseguir un papel la agencia dejó de representarlo. Continuó como camarero y después brevemente como diseñador de escenarios para una película de porno softcore. En aquel momento se fijó una fecha para triunfar en Hollywood: los treinta años.

«O te lo tragas todo y buscas otro agente o te vas a casa y dices que lo intentaste, pero ahí todo ha terminado. Lo último que quería ser aquí era uno de esos actores de 45 años que no son conscientes de su propia realidad y que no tienen, en realidad, mucho trabajo. Por eso me di a mí mismo cinco años. Me dije que si no podía conseguirlo al llegar a los 30, estaba en el sitio equivocado. Y tan pronto como me dije eso, empecé a trabajar.»
Jon Hamm

En 2000 fue escogido para interpretar a un bombero en la serie Providence (NBC) y debutó en el cine con una película dirigida por Clint Eastwood: Cowboys del espacio. Tan solo tenía una frase. A partir de entonces interpretó papeles en las películas Kissing Jessica Stein (2001) y We Were Soldiers (2002), así como en series como The Division (2002-2004), Lifetime, What about Brian, CSI: Miami, Related, Numb3rs, The Unit o The Sarah Silverman Program.

### DeMad Menen adelante
Su vida cambió en 2007, cuando fue elegido entre más de ochenta personas para protagonizar la nueva serie de AMC: Mad Men. Pero, no fue nada fácil: Alan Taylor y Matthew Weiner tuvieron varias dudas sobre contratarle o no por no considerarle suficientemente «sexy» para el papel. 

«Leí el guion de Mad Men y me encantó. Nunca pensé que me iban a escoger. Es decir, pensé que iban a escoger a uno de los cinco tipos que se parecían a mí, pero que eran estrellas de cine.»
Jon Hamm

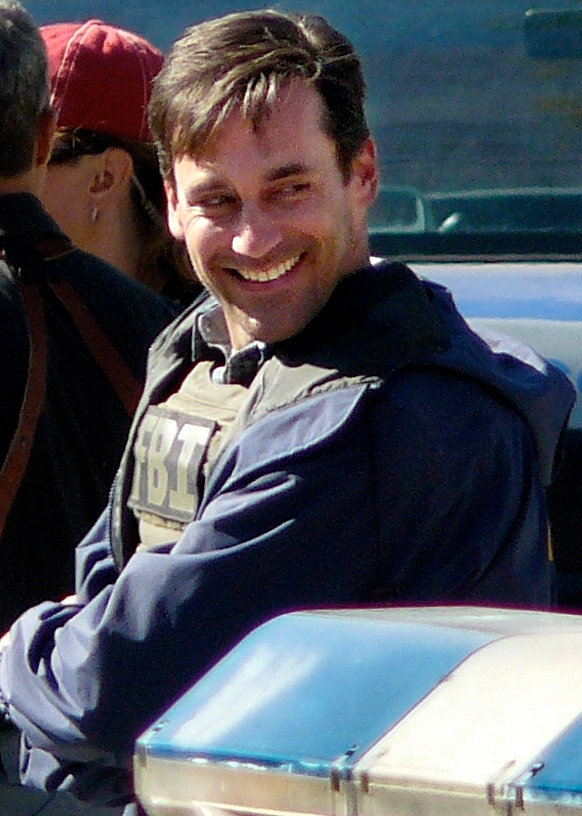
Hamm en el set de The Town en septiembre de 2009

La serie se estrenó el 19 de julio de 2007 y el piloto fue visto aproximadamente por un millón cuatrocientos mil espectadores. Tal vez por ello, la opinión sobre su protagonista empezó a mejorar. En 2008 apareció en el remake de The Day the Earth Stood Still y en SNL en tres ocasiones entre ese año y 2010. En 2009 hizo un cameo en la serie 30 Rock y fue nominado a un Emmy en la categoría de «Mejor actor invitado en una serie de comedia». El 12 de diciembre de 2010 dobló a un supervisor del FBI en Los Simpson. También dobló al ogro Brogan en Shrek Forever After (2010) y ese mismo año actuó junto a Ben Affleck como un agente del FBI en The Town, alegrándose de que la película le ofreciera la oportunidad de interpretar a un personaje distinto al de Don Draper, explicando que había recibido «unos cuarenta guiones que o bien estaban ambientados en los años 1960 o bien ambientados en el mundo publicitario». La película recibió críticas favorables y ganó 144 millones de dólares en todo el mundo. 
Otros proyectos recientes han sido como abogado defensor en Howl (2010), Sucker Punch (2011) y en 2012 una película dirigida por su pareja en la que él actúa, Friends with Kids.

### Vida personal
Mantuvo una relación desde 1997 hasta 2015 con la también actriz y guionista Jennifer Westfeldt, con la que vivió entre Los Ángeles y el Upper West Side neoyorquino. Junto a ella, ha aparecido en anuncios de Gap y en abril de 2009 formaron la productora El oeste fotos. Ambos defienden el rescate de animales y adoptaron un perro.

«Puede que no tengamos un trozo de papel que diga que somos marido y mujer, pero después de diez años Jennifer es más que una novia. Lo que tenemos es algo más profundo y ambos lo sabemos. Para mí, la gente que se casa lo hace cuando está lista para tener hijos, algo que yo no descarto...»
Jon Hamm

En 2015, Hamm entró a un programa de rehabilitación por sus problemas de alcoholismo. Ese mismo año, se separó de Westfeld, citando diferencias irreconciliables. En 2020, comenzó a salir con la actriz Anna Osceola, a quien conoció en el set de la última temporada de Mad Men, y se casaron en Big Sur, California, en junio del 2023.

## Filmografía

### Cine
| Año  | Título                              | Papel                       | Notas                   |
| ---- | ----------------------------------- | --------------------------- | ----------------------- |
| 2000 | Space Cowboys                       | Piloto joven #2             |                         |
| 2001 | Kissing Jessica Stein               | Charles                     |                         |
| 2002 | We Were Soldiers                    | Capitán Matt Dillon         |                         |
| 2006 | Ira and Abby                        | Ronnie                      |                         |
| 2007 | The Ten                             | Skydiving Guide Chris Knarl |                         |
| 2008 | The Day the Earth Stood Still       | Dr. Michael Granier         |                         |
| 2009 | A single man                        | Hank Ackerley               | Solo voz                |
| 2010 | Stolen                              | Tom Adkins Sr.              |                         |
| 2010 | Shrek Forever After                 | Brogan                      | Solo voz                |
| 2010 | The A-Team                          | Coronel Lynch               | No acreditado           |
| 2010 | The Town                            | Adam Frawley                |                         |
| 2010 | Howl                                | Jake Ehrlich                |                         |
| 2011 | Sucker Punch                        | High Roller/Doctor          |                         |
| 2011 | Bridesmaids                         | Ted                         |                         |
| 2012 | Friends with Kids                   | Ben                         | También productor       |
| 2013 | The Congress                        | Dylan Truliner              | Voz                     |
| 2014 | Million Dollar Arm                  | J. B. Bernstein             | Papel principal         |
| 2015 | Minions                             | Herb Overkill               | Voz para Estados Unidos |
| 2016 | Keeping Up with the Joneses         | Tim Jones                   |                         |
| 2017 | Baby Driver                         | Buddy                       | Papel principal         |
| 2017 | Marjorie Prime                      | Walter                      | Papel principal         |
| 2018 | Tag                                 | Bob Callahan                | Papel principal         |
| 2018 | Nostalgia                           | Will                        |                         |
| 2018 | Beirut                              | Mason Skiles                | Papel principal         |
| 2018 | Aardvark                            | Craig Norman                |                         |
| 2018 | Bad Times at the El Royale          | Seymour "Laramie" Sullivan  |                         |
| 2019 | The Report                          | Denis McDonough             |                         |
| 2019 | Lucy in the Sky                     | Mark Goodwin                |                         |
| 2021 | Sin movimientos bruscos             | Joe Finney                  |                         |
| 2022 | Top Gun: Maverick                   | Vicealmirante Cyclone       |                         |
| 2022 | Corner Office                       | Orson                       |                         |
| 2022 | Confess, Fletch                     | Fletch                      | Papel principal         |
| 2023 | Maggie Moore(s)                     | Jordan Sanders              | Papel principal         |
| 2023 | Metalocalypse: Army of the Doomstar | Emcee, Klokateer            | Voz                     |
| 2024 | Mean Girls                          | Entrenador Carr             |                         |
| 2024 | Unfrosted                           | Hombre del comercial #2     |                         |
| 2024 | Transformers One                    | Sentinel Prime              | Animación/voz           |

### Televisión
| Año       | Título                                              | Papel                                  | Notas |
| --------- | --------------------------------------------------- | -------------------------------------- | --- |
| 2000      | Providence                                          | Burt Ridley                            | |
| 2000      | The Trouble with Normal                             | Jackson                                | |
| 2000      | The Hughleys                                        | Buzz                                   | Episodio: "Lies My Valentine Told Me" |
| 2001      | Early Bird Special                                  | Policía pelirrojo                      | Episodio: "Piloto" |
| 2002      | The Division                                        | Inspector Nate Basso                   | |
| 2002      | Gilmore Girls                                       | Peyton Sanders                         | Episodio: "Eight O'Clock at the Oasis" |
| 2005      | CSI: Miami                                          | Dr. Brent Kessler                      | Episodio: "Three-Way" Episodio: "Payback" |
| 2005      | Point Pleasant                                      | Dr. George Forrester                   | Episodio: "Who's Your Daddy" Episodio: "The Lonely Hunter" |
| 2005      | Charmed                                             | Jack Brody                             | Episodio: "Ordinary Witches" |
| 2006      | The Unit                                            | Wilson James                           | |
| 2006      | What About Brian                                    | Richard Povich                         | |
| 2006      | Numb3rs                                             | Richard Clast                          | Episodio: "Hardball" |
| 2006      | Related                                             | Danny                                  | Episodio: "Related" |
| 2007      | The Sarah Silverman Program                         | Cable Guy                              | Episodio: "Muffin' Man" |
| 2007–2015 | Mad Men                                             | Don Draper                             | Personaje Principal |
| 2009–2010 | 30 Rock                                             | Dr. Drew Baird                         | Episodio: "Generalissimo" Episodio: "St. Valentine's Day" Episodio: "The Bubble" Episodio: "Anna Howard Shaw Day" Episodio: "Emanuelle Goes to Dinosaur Land" Episodio: "Live Show"                                                                             |
| 2010      | Childrens Hospital                                  | Derrick Childrens                      | Episodio: "The Sultan's Finger" Episodio: "Run, Dr. Lola Spratt, Run" |
| 2010      | The Simpsons                                        | Investigador de FBI                    | Episodio: "Donnie Fatso" |
| 2010      | Saturday Night Live                                 | Presentador                            | Dos episodios |
| 2011      | Saturday Night Live                                 | Él mismo                               | Cameo |
| 2012      | The Increasingly Poor Decisions of Todd Margaret    | Él mismo                               | Episodio: "Todd’s Terrible Day Ends and His Next Terrible Day Begins" Episodio: "How The Liver and The Salad Conspired to Ruin Todd’s Good Deed" Episodio: "In Which Todd Accidentally Learns a Secret and Brent and Doug Get Closer to Further From the Truth" |
| 2012      | Saturday Night Live                                 | Él mismo                               | Cameo |
| 2012      | La Vengativa y los 3 Ingenuos                       | Matthew "Matt" Watson                  | Coprotagonista |
| 2013      | A Young Doctor's Notebook                           | Dr. Vladmir Bomgard o médico más viejo | Coprotagonista |
| 2014      | Black Mirror                                        | Matt Trentt                            | Coprotagonista en el capítulo especial: White Christmas |
| 2014-2015 | Parks and Recreation                                | Ed                                     | Dos episodios |
| 2015      | Unbreakable Kimmy Schmidt                           | Reverendo Richard Wayne Gary Wayne     | |
| 2015      | 7 Days in Hell                                      | Narrador                               | Telefilme |
| 2015      | Wet Hot American Summer: First Day of Camp          | Falcon                                 | 4 episodios |
| 2015      | Toast of London                                     | Él mismo                               | Episodio: "Hamm on Toast" |
| 2016      | Bob Esponja                                         | Don Grouper (voz)                      | Episodio: "Factory Fresh" |
| 2016      | Wander Over Yonder                                  | Cartoon Lord Hater (voz)               | Episodio: "The Cartoon" |
| 2016      | Angie Tribeca                                       | McCormick                              | Episodio: "Fleas Don't Kill Me" |
| 2016      | All or Nothing: A Season with the Arizona Cardinals | Narrador                               | 8 episodios |
| 2016      | Galavant                                            | Sir Jean Hamm                          | 2 episodios |
| 2016      | The Last Man on Earth                               | Darrell                                | Episodio: "General Breast Theme with Cobras" |
| 2016–2018 | The Amazing Gayl Pile                               | C.A.M. (Condo Automation Module) (voz) | 8 episodios |
| 2017      | SpongeBob SquarePants                               | Don Grouper (voz)                      | Episodio: "Goodbye, Krabby Patty?" |
| 2017      | Tour de Pharmacy                                    | Narrador                               | Telefilme |
| 2017      | All or Nothing: A Season with the Los Angeles Rams  | Narrador                               | 8 episodios |
| 2017      | Big Mouth                                           | Scallops (voz)                         | Episodio: "I Survived Jessi's Bat Mitzvah" |
| 2017      | Travel Man                                          | Él mismo                               | Episodio: "48 Hours in Hong Kong Christmas Special" |
| 2018      | Legión                                              | Narrador                               | 7 episodios |
| 2018      | Barry                                               | Él mismo                               | Episodio: "Chapter Four: Commit ... to YOU" |
| 2018      | Random Acts of Flyness                              | Él mismo                               | Episodio: "What are your thoughts on raising free black children?" |
| 2018      | I Love You, America with Sarah Silverman            | Abraham Lincoln                        | Episodio: "Hall of Presidents" |
| 2018      | Big City Greens                                     | Louis (voz)                            | Episodio: "Big Deal/Forbidden Feline" |
| 2019      | Good Omens                                          | Arcángel Gabriel                       | Miniserie |
| 2020      | Medical Police                                      | Doctor Derrick Childrens               | Episodio: "Mature Group Action" |
| 2020      | Curb Your Enthusiasm                                | Él mismo                               | Episodio: "Elizabeth, Margaret, and Phillip" |
| 2020      | Home Movie: The Princess Bride                      | Westley                                | Episodio: "Battle of the Wits" |
| 2020      | Sarah Cooper: Everything's Fine                     | Steve Windell                          | Especial para televisión |
| 2020      | Bless the Harts                                     | Mayor Webb (voz)                       | Papel recurrente |
| 2020      | Marvel's 616                                        | Él mismo                               | Episodio: "Lost & Found" |
| 2021      | Invincible                                          | Steve (voz)                            | |
| 2021      | Marvel's M.O.D.O.K.                                 | Iron Man (voz)                         | |
| 2023      | The Morning Show                                    | Paul Marks                             | |
| 2023      | Fargo                                               | Roy Tillman                            | |

### Videoclips
| Año  | Artista           | Video                                        | Rol               | Notas           |
| ---- | ----------------- | -------------------------------------------- | ----------------- | --------------- |
| 2011 | The Lonely Island | "Shy Ronnie 2: Ronnie & Clyde" (ft. Rihanna) | Rehén en el banco | Cameo           |
| 2011 | Herman Düne       | "Tell Me Something I Don't Know"             | Sin especificar   | Papel principal |
| 2012 | Aimee Mann        | "Labrador"                                   | Tom Scharpling    |                 |

## Premios y nominaciones

### Premios Globo de Oro
| Año  | Categoría                     | Trabajo Nominado | Resultado |
| ---- | ----------------------------- | ---------------- | --------- |
| 2008 | Mejor actor - Serie dramática | Mad Men          | Ganador   |
| 2009 | Mejor actor - Serie dramática | Mad Men          | Nominado  |
| 2010 | Mejor actor - Serie dramática | Mad Men          | Nominado  |
| 2011 | Mejor actor - Serie dramática | Mad Men          | Nominado  |
| 2013 | Mejor actor - Serie dramática | Mad Men          | Nominado  |
| 2016 | Mejor actor - Serie dramática | Mad Men          | Ganador   |

### Premios del Sindicato de Actores
| Año  | Categoría                       | Trabajo Nominado | Resultado |
| ---- | ------------------------------- | ---------------- | --------- |
| 2008 | Mejor reparto - Serie dramática | Mad Men          | Nominado  |
| 2008 | Mejor actor - Serie dramática   | Mad Men          | Nominado  |
| 2009 | Mejor reparto - Serie dramática | Mad Men          | Ganador   |
| 2009 | Mejor actor - Serie dramática   | Mad Men          | Nominado  |
| 2010 | Mejor reparto - Serie dramática | Mad Men          | Ganador   |
| 2010 | Mejor actor - Serie dramática   | Mad Men          | Nominado  |
| 2011 | Mejor reparto - Serie dramática | Mad Men          | Nominado  |
| 2011 | Mejor actor - Serie dramática   | Mad Men          | Nominado  |
| 2013 | Mejor reparto - Serie dramática | Mad Men          | Nominado  |
| 2013 | Mejor actor - Serie dramática   | Mad Men          | Nominado  |
| 2016 | Mejor reparto - Serie dramática | Mad Men          | Nominado  |
| 2016 | Mejor actor - Serie dramática   | Mad Men          | Nominado  |

### Premios Primetime Emmy
| Año  | Categoría                               | Trabajo Nominado          | Resultado |
| ---- | --------------------------------------- | ------------------------- | --------- |
| 2008 | Mejor actor - Serie dramática           | Mad Men                   | Nominado  |
| 2009 | Mejor actor invitado - Serie de comedia | 30 Rock                   | Nominado  |
| 2009 | Mejor actor - Serie dramática           | Mad Men                   | Nominado  |
| 2010 | Mejor actor invitado - Serie de comedia | 30 Rock                   | Nominado  |
| 2010 | Mejor actor - Serie dramática           | Mad Men                   | Nominado  |
| 2011 | Mejor actor - Serie dramática           | Mad Men                   | Nominado  |
| 2012 | Mejor actor invitado - Serie de comedia | 30 Rock                   | Nominado  |
| 2012 | Mejor serie dramática                   | Mad Men                   | Nominado  |
| 2012 | Mejor actor - Serie dramática           | Mad Men                   | Nominado  |
| 2013 | Mejor serie dramática                   | Mad Men                   | Nominado  |
| 2013 | Mejor actor - Serie dramática           | Mad Men                   | Nominado  |
| 2014 | Mejor serie dramática                   | Mad Men                   | Nominado  |
| 2014 | Mejor actor - Serie dramática           | Mad Men                   | Nominado  |
| 2015 | Mejor serie dramática                   | Mad Men                   | Nominado  |
| 2015 | Mejor actor - Serie dramática           | Mad Men                   | Ganador   |
| 2015 | Mejor actor invitado - Serie de comedia | Unbreakable Kimmy Schmidt | Nominado  |